# Rhodothyrsus hirsutus
Rhodothyrsus hirsutus là một loài thực vật có hoa trong họ Đại kích. Loài này được Esser miêu tả khoa học đầu tiên năm 1999.